# Christa Schleper
Christa Schleper (* 1962 in Oberhausen) ist eine deutsche Mikrobiologin. Sie ist Trägerin eines Wittgenstein-Preises.

## Leben und Ausbildung
Christa Schleper studierte an der Universität Konstanz mit dem Diplom 1989 und wurde 1993 mit einer am Max-Planck-Institut für Biochemie in Martinsried bei München bei Wolfram Zillig angefertigten Dissertation promoviert. Als Post-Doktorandin war sie am MPI für Biochemie, 1995/96 am Caltech bei Melvin Simon und 1996/97 an der University of California, Santa Barbara bei Edward DeLong. 1998 wurde sie Assistenzprofessorin und Gruppenleiterin an der TH Darmstadt, an der sie sich 2003 in Mikrobiologie und Genetik habilitierte. 2004 wurde sie Professorin an der Universität Bergen und 2007 Professorin und Leiterin der Gruppe für Archeobakterien und Ökogenomik an der Universität Wien. Bis 2014 blieb sie außerdem Adjunct Professorin am Zentrum für Geobiologie der Universität Bergen. Ab 2020 war sie Leiterin der Abteilung funktionale und evolutionäre Ökologie an der Universität Wien.
Sie ist mit dem Evolutionsbiologen Ulrich Technau (* 1963) verheiratet und hat zwei Töchter.

## Wissenschaftliche Themen
Sie befasst sich seit ihrer Diplomarbeit und Dissertation mit Archaeen und deren ökologischer Rolle in Stoffkreisläufen (zum Beispiel Ammoniak-oxidierende Archäen). 2015 war sie an der Entdeckung der Lokiarchaeen beteiligt aus Proben aus unterseeischen Vulkangebieten vor Island, die enge Verwandte der Eukaryoten sind und damit eine Art missing link zwischen Archäen und Einzellern mit Zellkern.
Schleper gehört zu den hochzitierten Wissenschaftlern, so in der Liste von Clarivate Analytics 2019 und 2020.

## Auszeichnungen
2011 wurde sie Mitglied der American Academy of Microbiology. Seit 2013 war sie korrespondierendes und seit 2017 ist sie volles Mitglied der Österreichischen Akademie der Wissenschaften. 2016 erhielt sie einen ERC Advanced Grant. 2018 wurde sie EMBO-Mitglied (deren Young Investigator Award sie 2001 erhielt). 2022 erhielt sie den Wittgenstein-Preis der Republik Österreich.

## Schriften (Auswahl)
- mit A. H. Treusch u. a.: Novel genes for nitrite reductase and Amo-related proteins indicate a role of uncultivated mesophilic crenarchaeota in nitrogen cycling, Environmental Microbiology, Band 7, 2005, S. 1985–1995
- mit S. Leininger u. a.: Archaea predominate among ammonia-oxidizing prokaryotes in soils, Nature, Band 442, 2006, S. 806–809
- mit G. W. Nicol, S. Leininger, J. I. Prosser: The influence of soil pH on the diversity, abundance and transcriptional activity of ammonia oxidizing archaea and bacteria, Environmental Microbiology, Band 10, 2008, S. 2966–2978
- mit G. W. Nicol: Ammonia-oxidising archaea–physiology, ecology and evolution, Advances in Microbial Physiology, Band 57, 2010, S. 1–41
- mit M. Pester, M. Wagner: The Thaumarchaeota: an emerging view of their phylogeny and ecophysiology, Current Opinion in Microbiology, Band 14, 2011, S. 300–306
- mit M. Tourna u. a.: Nitrososphaera viennensis, an ammonia oxidizing archaeon from soil, Proc. Nat. Acad. Sci. USA, Band 108, 2011, S. 8420–8425
- mit P. Offre, A. Spang: Archaea in biogeochemical cycles, Annual Review of Microbiology, Band 67, 2013, S. 437–457
- mit A. Spang u. a.: Complex archaea that bridge the gap between prokaryotes and eukaryotes, Nature, Band 521, 2015, S. 173–179